# Commission présidentielle (Irlande)
Pour les articles homonymes, voir Commission présidentielle.
La Commission présidentielle (en Irlandais Coimisiún na hUachtaránachta) est la vice-présidence collective de l'Irlande. Tout comme la charge de président, la Commission a été créée par la Constitution de l’Irlande de 1937.

## Membres
La Commission est constituée de trois membres :
- le président de la Cour suprême ;
- le président du Dáil Éireann (en Irlandais Ceann Comhairle) ;
- le président du Seanad Éireann (en Irlandais le Cathaoirleach).

## Pouvoirs
La Commission est chargée des fonctions et des obligations du président dans les cas suivants :
- lorsque le poste de président est vacant pour cause de décès, de démission ou de destitution. La Commission fait aussi office de président entre la fin du mandat du président et début de celui de son successeur.
- Lorsque le président est incapable d'assurer ses fonctions ; par exemple, si celui-ci est malade ou en déplacement à l'étranger, ou encore si le président refuse d'accomplir ses fonctions.